# Lazar Dubovac
Lazar Dubovac (13. avgust 1983) srpski je glasovni glumac.

## Biografija
Lazar Dubovac rođen je u Beogradu 13. avgusta 1983. godine. Završio je Akademiju umetnosti u klasi prof. Mirjane Karanović, gde je diplomirao 2006. godine.

## Glumačka karijera

### Pozorište
| Godina | Predstava                        | Uloga       | Pozorište                 |
| ------ | -------------------------------- | ----------- | ------------------------- |
| 2016   | Tesla i bitka na magnetnom polju | Mračak      | Narodno pozorište Beograd |
| 2016   | Knez Lazar i kneginja Milica     | Više likova | Teatar Maska              |
| 2017   | Mač                              | Rastko      | //                        |
| 2017   | Nemanjići - podela carstva       | Rastko      | Akademija 28              |

- Škola za male detektive" — autorska predstava, teatar Maska, lik — Raša
- „Aladinova čarobna lampa”- autorska predstava, teatar Maska, lik — Aladin
- „Legenda”- adaptacija i režija trupa Čuperak — lik: patuljak Neveruljak
- „Neograničene linije”-adaptacija i režija trupa SKUTR (Martin Kukučka i Lukaš Trpisovski), FIST produkcija, FDU-scena Mata Milošević
- „Milin poslić”- rock mjuzikl za decu, režija Ivan Jeftović, tekst Ljubinka Stojanović, koreograf Tamara Antonijević-Spasić, Dom kulture Vuk Karadžić, lik — Crni (lutak)
- „Sloboda se pameću meri”, Milovana Vitezovića, u režiji Jovana Ristića, lik- Maturant
- „SOKOLOVI”, režija Michael Devine i Boris Todorović, Open Arc Theatre
- „Ružno pače”, tekst i režija Ana Đorđević u Pan teatru, lik- Prvo žuto pače- „najlepše i najpametnije u gnezdu…”
- U Pan teatru-pozorištu za decu, lik- Zloća u predstavi „Crvene cipelice” i lik-Tupko u predstavi „Kraljica Karta”, (autor oba teksta)
- U JDP-u na velikoj sceni lik- glumac — lutkar u predstavi „Hamlet”, Vilijama Šekspira u režiji Dušana Jovanovića .
- Diplomirao predstavom „Mamu mu jebem ko je prvi počeo”, Dejana Dukovskog u saradnji sa Mirjanom Karanović i balerinom Sonjom Vukićević, na sceni Studio u JDP-u (likovi- Klovn, Dr. Falus, Nepoznati, Crni Arapin, Šejtan)
- „Sledeći…” — adaptacija Corus line Gordane Oreščanin, režija Predrag Stojmenović, lik-Žak, trupa Viva
- „Čovek koji se smeje”, Viktor Igo- dramatizacija Iva Brdar, lik — Lord David u režiji Jovane Papović , na sceni Mata Milošević na FDU
- „Tango večnosti” — performans Sonje Vukićević prilikom otvaranja Sterijinog pozorja 2005. godine
- SKC — predstava „Kafana 2005”, adaptacija i režija Iva Milošević, lik- konobar
- „Fedrina ljubav”, Sara Kejn, diplomska predstava studenta režije Anete Stojnić, Atelje 212, scena u podrumu
- „Čarobno kresivo”, lik- Vojnik (princ), tekst i režija Miodrag Milovanov

### Televizija
- „Moj rođak sa sela”, tekst Radoslav Pavlović, režija Marko Marinković lik: Mališa Malešević Radio Televizija Srbije 2007/2008 i 2010/2011.
- Loudworks — sinhronizacija crtanih filmova (Šiljina ekipa, Galaktički fudbal, Elenin svet..) 2009, 2010.
- Toy story 1, 2 i 3 (Priča o igračkama), prvi zvanično sinhronizovani crtani (3. deo) film kompanije Walt Disney u Srbiji, lik — REX 2010.
- Voditelj takmičarske emisije izvorne narodne muzike Šljivik, Radio Televizija Srbije 2011.
- Serija „Žene sa Dedinja”, lik: Jakša, Prva Srpska Televizija, 2013.
- Serija "Urgentni centar=, lik Marko Obradović Prva Srpska Televizija 2018.

• Serija "Zakopane tajne", lik: Ognjen Živanović “Ogi, Pink TV, 2023 - u toku.

## Filmografija
| God.          | Naziv                         | Uloga                 |
| ------------- | ----------------------------- | --------------------- |
| 2008.         | Tajni agent Izzy              | Izzy (Dao glas)       |
| 2008—2011.    | Moj rođak sa sela             | Mališa                |
| 2011.         | Pantomimičar (kratki film)    |                       |
| 2013.         | Žene sa Dedinja               | Jakša                 |
| 2018.         | Urgentni centar               | Marko Obradović       |
| 2021.         | Beležnica profesora Miškovića | Mladi Lazar Ćuk       |
| 2023 - у току | Закопане тајне                | Огњен Живановић “Оги” |

## Sinhronizacijske uloge
| Godina sinh. | Crtani film            | Uloga                |
| ------------ | ---------------------- | -------------------- |
| 2009.        | Šiljina ekipa          | Daki                 |
| 2009—2012.   | Galaktički futbal      | Tran, Norata         |
| 2009.        | Elenin svet            | Tata                 |
| 2010.        | Priča o igračkama      | Reks                 |
| 2010.        | Priča o igračkama 2    | Reks                 |
| 2010.        | Priča o igračkama 3    | Reks                 |
| 2010.        | Lupdidu (Laudvorks)    | Bazil                |
| 2011.        | Šiljin film            | Daki, Puh Lester     |
| 2011.        | Šegi i Skubi Du luduju | Riki, sporedne uloge |
| 2011.        | Avatar: Legenda o Kori | dodatni glasovi      |
| 2011.        | Aj Karli               | Čak itd.             |
| 2013.        | Čudnovili roditelji    | Elmer                |
| 2013.        | Viktorijus             | Bili Triplet, Deni   |

## Spoljašnje veze
- Lazar Dubovac na sajtu  (jezik: engleski)